# Plectrura
Plectrura — род жуков-усачей из подсемейства ламиин.

## Описание
Пятый членик усиков гораздо короче четвёртого и почти в два раза короче третьего. Усики самцов не длиннее или едва длиннее тела. Переднеспинка с небольшими боковыми бугорками и с более или менее тупыми шипами. Надкрылья без вдавления позади умеренно развитых плечевых углов, на вершине большей частью не вытянуты в зубец.

## Систематика
В составе рода:
- подрод: Phlyctidola

- вид:  Plectrura metallica Bates, 1884

- подрод: Plectrura

- вид:  Plectrura spinicauda Mannerheim, 1852